# 彼得·W·基亚雷利
彼得·W·基亚雷利（1950年3月23日—）是一位已退休的美国陆军上将，曾作为美國陸軍第1騎兵師师长参与了伊拉克战争，2006年至2007年间任伊拉克多國兵團（MNC-I）首长。